# Tour der neuseeländischen Rugby-Union-Nationalmannschaft nach Nordamerika und Europa 1972/73
| Tour der All Blacks nach Nordamerika und Europa 1972/73 | Tour der All Blacks nach Nordamerika und Europa 1972/73 | Tour der All Blacks nach Nordamerika und Europa 1972/73 | Tour der All Blacks nach Nordamerika und Europa 1972/73 | Tour der All Blacks nach Nordamerika und Europa 1972/73 |
| Übersicht                                               | S                                                       | G                                                       | U                                                       | N                                                       |
| ------------------------------------------------------- | ------------------------------------------------------- | ------------------------------------------------------- | ------------------------------------------------------- | ------------------------------------------------------- |
| Test Matches                                            | 05                                                      | 03                                                      | 1                                                       | 1                                                       |
| Sonstige Spiele                                         | 27                                                      | 22                                                      | 1                                                       | 4                                                       |
| Gesamt                                                  | 32                                                      | 25                                                      | 2                                                       | 5                                                       |
|                                                         |                                                         |                                                         |                                                         |                                                         |
| England                                                 | 01                                                      | 01                                                      | 0                                                       | 0                                                       |
| Irland                                                  | 01                                                      | 0                                                       | 1                                                       | 0                                                       |
| Frankreich                                              | 01                                                      | 0                                                       | 0                                                       | 1                                                       |
| Schottland                                              | 01                                                      | 01                                                      | 0                                                       | 0                                                       |
| Wales                                                   | 01                                                      | 01                                                      | 0                                                       | 0                                                       |

Die Tour der neuseeländischen Rugby-Union-Nationalmannschaft nach Nordamerika und Europa 1972/73 umfasste eine Reihe von Freundschaftsspielen der All Blacks, der Nationalmannschaft Neuseelands in der Sportart Rugby Union. Das Team reiste von Oktober 1972 bis Februar 1973 durch Kanada, die Vereinigten Staaten, Großbritannien, Irland und Frankreich. Es bestritt während dieser Zeit 32 Spiele, darunter fünf Test Matches gegen die Nationalmannschaften der vier Home Nations und Frankreichs. Die All Blacks entschieden drei Test Matches für sich und spielten einmal Unentschieden, wodurch sie den angestrebten Grand Slam verpassten; gegen die Franzosen mussten sie eine Niederlage hinnehmen. In den übrigen Spielen gegen regionale Auswahlteams und Vereine resultierten vier Niederlagen und ein weiteres Unentschieden.
Für Schlagzeilen sorgte die vorzeitige Heimreise des Spielers Keith Murdoch, der bei einer Siegesfeier in Cardiff in eine Schlägerei verwickelt gewesen sein soll.

## Spielplan
- Hintergrundfarbe grün = Sieg
- Hintergrundfarbe gelb = Unentschieden
- Hintergrundfarbe rot = Niederlage

(Test Matches sind grau unterlegt; Ergebnisse aus der Sicht Neuseelands)
| #  | Datum             | Gegner                    | Ort              | Stadion               | Ergebnis |
| -- | ----------------- | ------------------------- | ---------------- | --------------------- | -------- |
| 01 | 19. Oktober 1972  | British Columbia          | Vancouver        | Brockton Point Oval   | 31:3     |
| 02 | 21. Oktober 1972  | New York Metropolitan     | New York         | Downing Stadium       | 41:9     |
| 03 | 28. Oktober 1972  | Western Counties          | Gloucester       | Kingsholm Stadium     | 39:12    |
| 04 | 31. Oktober 1972  | Llanelli RFC              | Llanelli         | Stradey Park          | 3:9      |
| 05 | 04. November 1972 | Cardiff RFC               | Cardiff          | Cardiff Arms Park     | 20:4     |
| 06 | 08. November 1972 | Cambridge University RUFC | Cambridge        | Grange Road           | 34:3     |
| 07 | 11. November 1972 | London Counties           | London           | Twickenham Stadium    | 24:3     |
| 08 | 15. November 1972 | Leinster Rugby            | Dublin           | Lansdowne Road        | 17:9     |
| 09 | 18. November 1972 | Ulster Rugby              | Belfast          | Ravenhill Stadium     | 19:6     |
| 10 | 22. November 1972 | North-Western Counties    | Workington       | Ellis Sports Ground   | 14:16    |
| 11 | 25. November 1972 | Scottish Districts        | Hawick           | Mansfield Park        | 26:6     |
| 12 | 28. November 1972 | Gwent                     | Ebbw Vale        | Welfare Sports Ground | 16:7     |
| 13 | 02. Dezember 1972 | Wales                     | Cardiff          | Cardiff Arms Park     | 19:16    |
| 14 | 06. Dezember 1972 | Midland Counties (West)   | Birmingham       | The Reddings          | 8:16     |
| 15 | 09. Dezember 1972 | North-Eastern Counties    | Bradford         | Bradford              | 9:3      |
| 16 | 12. Dezember 1972 | Glasgow & Edinburgh       | Glasgow          | Little Hughenden Park | 16:10    |
| 17 | 16. Dezember 1972 | Schottland                | Edinburgh        | Murrayfield Stadium   | 14:9     |
| 18 | 20. Dezember 1972 | Southern Counties         | Oxford           | Iffley Road           | 23:6     |
| 19 | 26. Dezember 1972 | Combined Services         | London           | Twickenham Stadium    | 31:10    |
| 20 | 30. Dezember 1972 | East Glamorgan            | Cardiff          | Cardiff Arms Park     | 20:9     |
| 21 | 02. Januar 1973   | South-Western Counties    | Redruth          | Recreation Ground     | 30:7     |
| 22 | 06. Januar 1973   | England                   | London           | Twickenham Stadium    | 9:0      |
| 23 | 10. Januar 1973   | Newport RFC               | Newport          | Rodney Parade         | 20:15    |
| 24 | 13. Januar 1973   | Midland Counties (East)   | Leicester        | Welford Road Stadium  | 43:12    |
| 25 | 16. Januar 1973   | Munster Rugby             | Cork             | Musgrave Park         | 3:3      |
| 26 | 20. Januar 1973   | Irland                    | Dublin           | Lansdowne Road        | 10:10    |
| 27 | 24. Januar 1973   | Neath RFC & Aberavon RFC  | Aberavon         | The Gnoll             | 43:3     |
| 28 | 27. Januar 1973   | Barbarians                | Cardiff          | Cardiff Arms Park     | 11:23    |
| 29 | 31. Januar 1973   | France Sud-Ouest          | Tarbes           | Stade Maurice-Trélut  | 12:3     |
| 30 | 03. Februar 1973  | France B                  | Lyon             | Stade de Gerland      | 23:8     |
| 31 | 07. Februar 1973  | France Sélection          | Clermont-Ferrand | Stade Marcel-Michelin | 6:3      |
| 32 | 10. Februar 1973  | Frankreich                | Paris            | Parc des Princes      | 6:13     |

## Test Matches
| 2. Dezember 1972 | Wales                                    | 16 : 19        | Neuseeland                               | Cardiff Arms Park, Cardiff Zuschauer: 52.000 Schiedsrichter: R. F. Johnson (England) |
| 2. Dezember 1972 | Versuche: Bevan Straftritte: Bennett (4) | (3:13) Bericht | Versuche: Murdoch Straftritte: Karam (5) | Cardiff Arms Park, Cardiff Zuschauer: 52.000 Schiedsrichter: R. F. Johnson (England) |

Aufstellungen:
- Wales: Phil Bennett, Roy Bergiers, John Bevan, Gerald Davies, Mervyn Davies, Gareth Edwards, Barry Llewelyn, Dai Morris, Derek Quinnell, Jim Shanklin, Glyn Shaw, John Taylor, Delme Thomas , J. P. R. Williams, Jeff Young
- Neuseeland: Grant Batty, Bob Burgess, Sid Going, Duncan Hales, Joe Karam, Ian Kirkpatrick , Hamish Macdonald, Jeff Matheson, Keith Murdoch, Tane Norton, Mike Parkinson, Alan Sutherland, Peter Whiting, Bryan Williams, Alex Wyllie 
 Auswechselspieler: Alistair Scown

| 16. Dezember 1972 | Schottland                                   | 9 : 14        | Neuseeland                                     | Murrayfield Stadium, Edinburgh Zuschauer: 50.000 Schiedsrichter: Georges Domercq (Frankreich) |
| 16. Dezember 1972 | Straftritte: Irvine (2) Dropgoals: McGeechan | (0:6) Bericht | Versuche: Batty Going Wyllie Erhöhungen: Karam | Murrayfield Stadium, Edinburgh Zuschauer: 50.000 Schiedsrichter: Georges Domercq (Frankreich) |

Aufstellungen:
- Schottland: Rodger Arneil, Gordon Brown, Peter Brown, Sandy Carmichael, Bobby Clark, Ian Forsyth, Andy Irvine, Nairn MacEwan, Ian McCrae, Ian McGeechan, Alastair McHarg, Ian McLauchlan, Jim Renwick, David Shedden, Billy Steele
- Neuseeland: Grant Batty, Sid Going, Joe Karam, Ian Kirkpatrick , Hamish Macdonald, Jeff Matheson, Tane Norton, Mike Parkinson, Bruce Robertson, Alistair Scown, Ian Stevens, Bryan Williams, Graham Whiting, Peter Whiting, Alex Wyllie 
 Auswechselspieler: Kent Lambert

| 6. Januar 1973 14:15 WEZ | England | 0 : 9         | Neuseeland                                                  | Twickenham Stadium, London Zuschauer: 72.000 Schiedsrichter: Jake Young (Schottland) |
| 6. Januar 1973 14:15 WEZ |         | (0:6) Bericht | Versuche: Kirkpatrick Erhöhungen: Karam Dropgoals: Williams | Twickenham Stadium, London Zuschauer: 72.000 Schiedsrichter: Jake Young (Schottland) |

Aufstellungen:
- England: Frank Anderson, Samuel Doble, David Duckham, John Finlan, Peter Larter, Alan Morley, Tony Neary, Peter Preece, John Pullin , Chris Ralston, Andy Ripley, Stack Stevens, Peter Warfield, John Watkins, Jan Webster
- Neuseeland: Grant Batty, Sid Going, Joe Karam, Ian Kirkpatrick , Kent Lambert, Hamish Macdonald, Tane Norton, Mike Parkinson, Bruce Robertson, Alan Sutherland, Ian Stevens, Graham Whiting, Peter Whiting, Bryan Williams, Alex Wyllie

| 20. Januar 1973 | Irland                                  | 10 : 10       | Neuseeland                               | Lansdowne Road, Dublin Zuschauer: 50.000 Schiedsrichter: Meirion Joseph (Wales) |
| 20. Januar 1973 | Versuche: Grace Straftritte: McGann (2) | (3:6) Bericht | Versuche: Going Wyllie Erhöhungen: Karam | Lansdowne Road, Dublin Zuschauer: 50.000 Schiedsrichter: Meirion Joseph (Wales) |

Aufstellungen:
- Irland: James Davidson, Kevin Flynn, Mike Gibson, Tom Grace, Kenneth Kennedy, Tom Kiernan , Sean Lynch, Kevin Mays, Willie John McBride, Barry McGann, Ray McLoughlin, Arthur McMaster, John Moloney, Terry Moore, Fergus Slattery
- Neuseeland: Grant Batty, Bob Burgess, Sid Going, Ian Hurst, Joe Karam, Ian Kirkpatrick , Kent Lambert, Hamish Macdonald, Tane Norton, Bruce Robertson, Alan Sutherland, Graham Whiting, Peter Whiting, Bryan Williams, Alex Wyllie

| 10. Februar 1973 | Frankreich                                                       | 13 : 6         | Neuseeland             | Parc des Princes, Paris Zuschauer: 48.000 Schiedsrichter: Patrick d’Arcy (Irland) |
| 10. Februar 1973 | Versuche: Bertranne Dourthe Erhöhungen: Romeu Straftritte: Romeu | (10:3) Bericht | Straftritte: Karam (2) | Parc des Princes, Paris Zuschauer: 48.000 Schiedsrichter: Patrick d’Arcy (Irland) |

Aufstellungen:
- Frankreich: Jean-Louis Azarete, Max Barrau, René Bénésis, Roland Bertranne, Pierre Biémouret, André Campaes, Jack Cantoni, Élie Cester, Claude Dourthe, Alain Estève, Jean Iraçabal, Jean-Pierre Lux, Jean-Pierre Romeu, Olivier Saïsset, Walter Spanghero  
 Auswechselspieler: Michel Droitecourt
- Neuseeland: Grant Batty, Bob Burgess, Sid Going, Ian Hurst, Kent Lambert, Joe Karam, Ian Kirkpatrick , Hamish Macdonald, Tane Norton, Bruce Robertson, Alan Sutherland, Graham Whiting, Peter Whiting, Bryan Williams, Alex Wyllie